# Robert Serumaga
Robert Bellarmino Serumaga (ur. 1939 w Bugandzie, zm. we wrześniu 1980 w Nairobi) – ugandyjski dramaturg, reżyser teatralny i polityk.

## Życiorys
Urodził się w rodzinie wyznania rzymskokatolickiego. Był wychowywany przez matkę, Geraldine Namotovu. Studiował na Uniwersytecie Makerere w Kampali, a następnie ekonomię w Trinity College w Dublinie , gdzie uzyskał tytuł Master of Arts nauk ekonomicznych. W Dublinie miał okazję zapoznać się z teatrem irlandzkim i teatrem absurdu . Wrócił do Ugandy w 1966 lub 1967. 
Początkowo był zatrudniony jako ekonomista na rządowej posadzie, jednak szybko zrezygnował i zajął się profesjonalnie teatrem. W 1967 założył National Theatre Company, będący częścią Uganda National Cultural Centre (UNCC) w Kampali. Na potrzeby tego teatru napisał trzy sztuki: A Play (1967), The Elephants (1970) i Majangwa (1971). Sztuki te cechował absurdyzm i brak akcji, co odzwierciedlało stagnację panującą w społeczeństwie ugandyjskim pod rządami Miltona Obote. 
W 1971, po zamachu stanu i dojściu do władzy Idiego Amina, Serumaga założył profesjonalną grupę teatralną, w której skład weszli m.in. aktorzy ugandyjscy i powracający do Ugandy z wygnania. Grupa ta, znana początkowo jako Theatre Limited, a następnie przemianowana na Abafumi Theatre Company, odbyła wiele międzynarodowych tournée, dzięki którym Serumaga stał się znanym wschodnioafrykańskim dramaturgiem . Teatr Abafumi był fenomenem w skali światowej; jego występy na całym świecie obejrzało osobiście ponad milion widzów w ciągu zaledwie kilku lat.
Podczas pracy z aktorami Serumaga wdrażał teorie Stanisławskiego i Grotowskiego, dążąc do psychologicznej identyfikacji aktora z graną przez siebie postacią. Wykreował nową formę dramaturgiczną, będącą wymownym, abstrakcyjnym dramatem opartym na ruchu i tańcu, na afrykańskim rytuale i pantomimie. Dzięki temu spektakle realizowane przez teatr Abafumi, mimo ich krytycznej wymowy politycznej, nie były zakazywane przez cenzorów Aminiego. Przykładami są jego późne dramaty Renga Moi (1972) i Amayrikitti (1977) . 
Straciwszy złudzenia co do przyszłości Ugandy pod rządami Amina, Serumaga opuścił kraj w 1977. Na emigracji był zaangażowany w działalność Ugandyjskiego Frontu Wyzwolenia Narodowego, który w 1979 obalił prezydenta Amina. W tym czasie Serumaga był postrzegany bardziej jako polityk niż dramaturg. Brano nawet pod uwagę jego kandydaturę na przywódcę nowej ugandyjskiej republiki. Kilka tygodni wcześniej był aresztowany i zatrzymany przez kenijską policję w Kisumu, blisko granicy z Ugandą, prawdopodobnie za działania skierowane przeciwko Aminowi. Jednak po kilku dniach został zwolniony  .
Podczas dwumiesięcznej zaledwie prezydentury Yusufa Lule (11 kwietnia – 20 czerwca 1979) pełnił rolę Ministra Handlu w jego rządzie. Jednak po przejęciu rządów przez Godfreya Binaisę znów wyjechał z kraju i prowadził działalność opozycyjną . 
Robert Serumaga zmarł w niewyjaśnionych okolicznościach w Nairobi w 1980. Oficjalnie jako przyczynę jego śmierci podano udar mózgu. Jego dzieci powołały do życia Serumaga Foundation, organizację non-profit, mającą na celu pieczę nad jego twórczością i jej propagowanie .

## Dzieła

### Utwory sceniczne
- A Play (1967)
- The Elephants (1970)
- Majangwa (1971); opublikowane jako Majangwa: A Promise of Rains and a Play (1974)
- Renga Moi (1972)
- Amayirikitti (1977)

### Powieści
- Return to the Shadows (1969)